# Saint-Agil
Saint-Agil és un municipi francès, situat al departament del Loir i Cher i a la regió de Centre – Vall del Loira. L'any 2007 tenia 288 habitants.

## Demografia

### Població
El 2007 la població de fet de Saint-Agil era de 288 persones. Hi havia 121 famílies, de les quals 32 eren unipersonals (16 homes vivint sols i 16 dones vivint soles), 57 parelles sense fills, 28 parelles amb fills i 4 famílies monoparentals amb fills.
La població ha evolucionat segons el següent gràfic:
Habitants censats

### Habitatges
El 2007 hi havia 181 habitatges, 123 eren l'habitatge principal de la família, 46 eren segones residències i 13 estaven desocupats. 177 eren cases i 3 eren apartaments. Dels 123 habitatges principals, 94 estaven ocupats pels seus propietaris, 24 estaven llogats i ocupats pels llogaters i 4 estaven cedits a títol gratuït; 2 tenien una cambra, 10 en tenien dues, 26 en tenien tres, 37 en tenien quatre i 47 en tenien cinc o més. 83 habitatges disposaven pel capbaix d'una plaça de pàrquing. A 68 habitatges hi havia un automòbil i a 42 n'hi havia dos o més.

### Piràmide de població
La piràmide de població per edats i sexe el 2009 era:
| Homes | Edats   | Dones |
| ----- | ------- | ----- |
| 0     | 95 o +  | 0     |
| 4     | 90 a 94 | 0     |
| 4     | 85 a 89 | 8     |
| 8     | 80 a 84 | 0     |
| 12    | 75 a 79 | 12    |
| 8     | 70 a 74 | 28    |
| 4     | 65 a 69 | 4     |
| 12    | 60 a 64 | 8     |
| 4     | 55 a 59 | 4     |
| 4     | 50 a 54 | 12    |
| 12    | 45 a 49 | 12    |
| 4     | 40 a 44 | 0     |
| 12    | 35 a 39 | 12    |
| 8     | 30 a 34 | 0     |
| 8     | 25 a 29 | 12    |
| 16    | 20 a 24 | 8     |
| 0     | 15 a 19 | 0     |
| 4     | 10 a 14 | 0     |
| 8     | 5 a 9   | 20    |
| 4     | 0 a 4   | 4     |

## Economia
El 2007 la població en edat de treballar era de 165 persones, 127 eren actives i 38 eren inactives. De les 127 persones actives 111 estaven ocupades (66 homes i 45 dones) i 16 estaven aturades (5 homes i 11 dones). De les 38 persones inactives 17 estaven jubilades, 7 estaven estudiant i 14 estaven classificades com a «altres inactius».

### Ingressos
El 2009 a Saint-Agil hi havia 122 unitats fiscals que integraven 263 persones, la mediana anual d'ingressos fiscals per persona era de 17.601 €.

### Activitats econòmiques
Dels 14 establiments que hi havia el 2007, 1 era d'una empresa alimentària, 1 d'una empresa de fabricació de material elèctric, 1 d'una empresa de fabricació d'altres productes industrials, 4 d'empreses de construcció, 4 d'empreses de comerç i reparació d'automòbils, 1 d'una empresa d'informació i comunicació, 1 d'una empresa de serveis i 1 d'una empresa classificada com a «altres activitats de serveis».
Dels 5 establiments de servei als particulars que hi havia el 2009, 1 era un taller de reparació d'automòbils i de material agrícola, 2 paletes i 2 lampisteries.
Dels 2 establiments comercials que hi havia el 2009, 1 era una botiga de menys de 120 m² i 1 una fleca.
L'any 2000 a Saint-Agil hi havia 15 explotacions agrícoles que ocupaven un total de 1.100 hectàrees.

## Poblacions properes
El següent diagrama mostra les poblacions més properes.